# Márkó

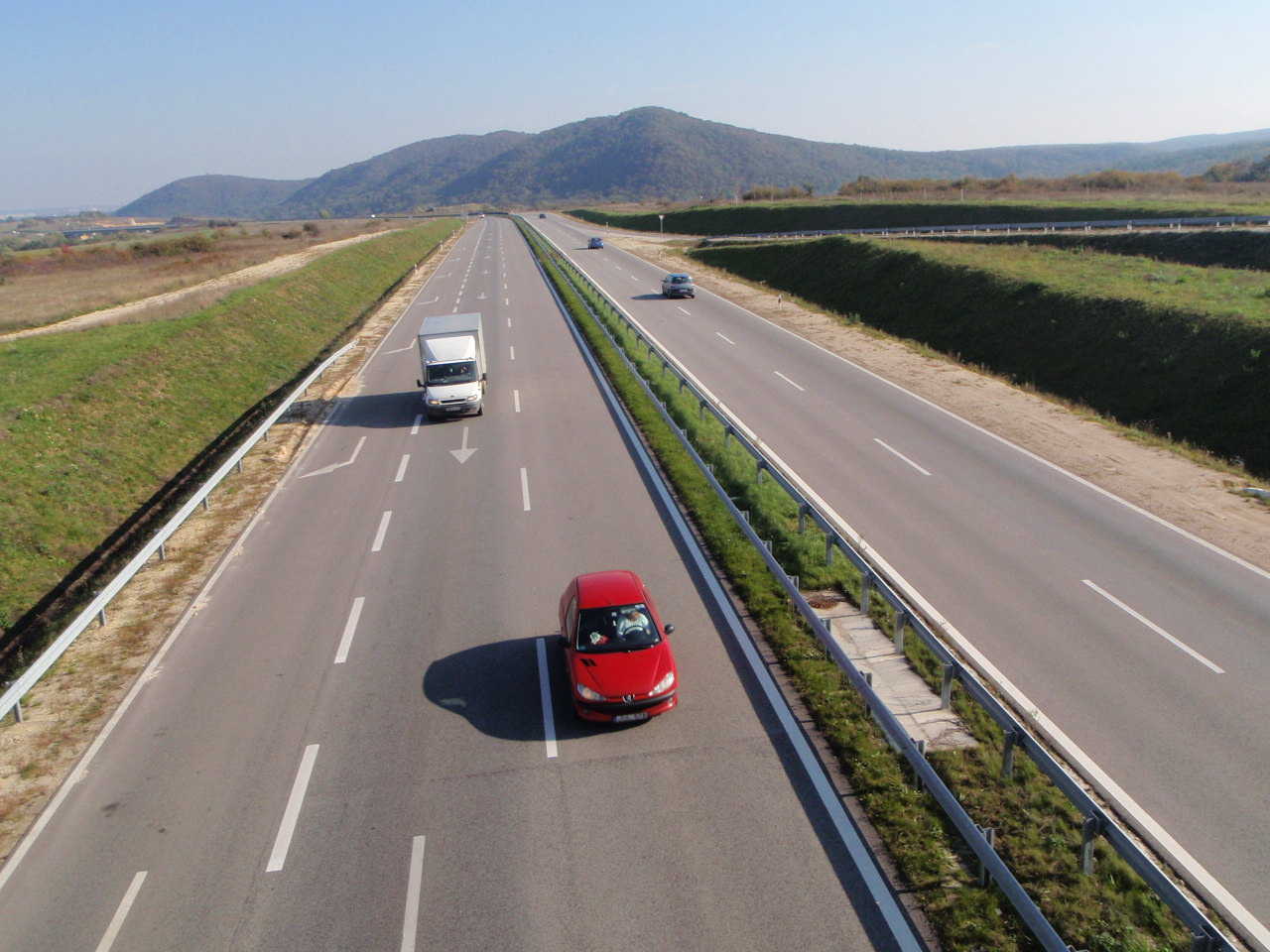
Silnice 8 tvořící obchvat Márkó

Márkó (německy Markusdorf) je obec v Maďarsku v župě Veszprém, spadající pod okres Veszprém. Nachází se asi 5 km severozápadně od Veszprému. V roce 2015 zde žilo 1 214 obyvatel. Dle údajů z roku 2011 tvoří 84,8 % obyvatelstva Maďaři, 11,8 % Němci, 0,2 % Romové a 0,2 % Srbové, přičemž 15 % obyvatel se ke své národnosti nevyjádřilo.
Kolem obce tvoří obchvat silnice 8.

## Sousední obce
| Růžice kompasu |        | Hárskút |          | Růžice kompasu |
| Růžice kompasu | Herend | Sever   | Veszprém | Růžice kompasu |
| Růžice kompasu | Herend | Márkó   | Veszprém | Růžice kompasu |
| Růžice kompasu | Herend | Jih     | Veszprém | Růžice kompasu |
| Růžice kompasu | Bánd   |         |          | Růžice kompasu |